# اچ‌ام‌اس فیفه (دی۲۰)
اچ‌ام‌اس فیفه (دی۲۰) (به انگلیسی: HMS Fife (D20)) یک کشتی بود که طول آن ۱۵۸٫۹ متر (۵۲۱ فوت) بود. این کشتی در سال ۱۹۶۴ ساخته شد.